# أفرام غرانت
أفراهام (أفرام) غرانت (بالعبرية: אברהם גרנט‏) (ولد في 6 مايو 1955 في بتاح تكفا) هو مدرب كرة قدم إسرائيلي من أم يهودية عراقية، شغل بين الأعوام 2002 و2006 منصب مدرب منتخب إسرائيل لكرة القدم.
عام 2006 انتقل غرانت إلى إنجلترا حيث عمل مديرا فنيا لنادي بورتسموث قبل أن يتم تعيينه مديرا لنادي تشلسي في يوليو 2007. بعد انقضاء شهرين، في سبتمبر 2007، عقب مغادرة جوزيه مورينيو تم تعيين غرانت مدربا لنادي تشلسي، وتمت إقالته في نهاية موسم 2007/2008.

## روابط خارجية
- أفرام غرانت على موقع قاعدة بيانات كرة القدم.إي يو (الإنجليزية)
- أفرام غرانت على موقع بيانات كرة القدم. دي إي (الألمانية)
- أفرام غرانت على موقع Soccerbase.com (مدرب) (الإنجليزية)
- أفرام غرانت على موقع Soccerway.com (الإنجليزية)
- أفرام غرانت على موقع عالم كرة القدم.نت (الإنجليزية)
- أفرام غرانت على موقع كووورة